# Apiactis denticulata
Espèce
Apiactis denticulata est une espèce de cnidaires de la famille des Cerianthidae.

## Systématique
Le nom valide complet (avec auteur) de ce taxon est Apiactis denticulata Beneden, 1897.